# Бетта-мажарг
Бетта-мажарг (ингуш. Бетта-мажарг) — блюдо ингушской кухни, ингушское национальное изделие из муки, напоминающее ватрушки, однако имеющее оригинальную начинку и способ приготовления.

## История
Блюдо является традиционным для ингушей с глубокой древности. Особую популярность имело блюдо в праздничные дни и зимой.

## Приготовление
Дрожжевое тесто долго раскатывают, после чего отрезают порционные куски. Отрезанные куски теста формируют в круглую форму и начиняют тертым сыром, посыпают корицей и выпекают в печи. Обязательно подавали с чаем из чабреца и зверобоя. В современное время подают с обычным чаем или кофе.

## Разновидности
В ингушской кухне есть несколько  видов бетта-мажарг:
- С начинкой из творога подслащенный.
- С маковыми семечками вместо корицы.